# Ill (vattendrag i Österrike)
Ill är ett vattendrag i Österrike.   Det ligger i förbundslandet Vorarlberg, i den västra delen av landet, 500 km väster om huvudstaden Wien.
Omgivningarna runt Ill är en mosaik av jordbruksmark och naturlig växtlighet. Runt Ill är det tätbefolkat, med 319 invånare per kvadratkilometer.